# Władimir Michow
Władimir Bałczew Michow (bułg. Владимир Балчев Михов) – bułgarski brydżysta, World International Master (WBF), European Master (EBL).

## Wyniki brydżowe

### Zawody światowe
W światowych zawodach zdobył następujące lokaty:
| Mistrzostwa Świata. Konkurencja teamów | Mistrzostwa Świata. Konkurencja teamów | Mistrzostwa Świata. Konkurencja teamów | Mistrzostwa Świata. Konkurencja teamów | Mistrzostwa Świata. Konkurencja teamów | Mistrzostwa Świata. Konkurencja teamów |
| Rok                                    | Miejsce                                | Zawody                                 | Kategoria                              | Drużyna                                | Pozycja                                |
| -------------------------------------- | -------------------------------------- | -------------------------------------- | -------------------------------------- | -------------------------------------- | -------------------------------------- |
| 2011                                   | Veldhoven                              | 40. Mistrzostwa Świata Teamów          | Trans                                  | Bulgaria                               | 25                                     |
| 2011                                   | Veldhoven                              | 40. Mistrzostwa Świata Teamów          | Open                                   | Bulgaria                               | 12                                     |
| 2010                                   | Filadelfia                             | 13. Seria Mistrzostw Świata            | Open                                   | Gib                                    | 129                                    |
| 2005                                   | Estoril                                | 37. Mistrzostwa Świata Teamów          | Trans                                  | Juls                                   | 27                                     |
| 2003                                   | Monte Carlo                            | 36. Mistrzostwa Świata Teamów          | Trans                                  | Stamatov                               | 28                                     |
| 2003                                   | Monte Carlo                            | 36. Mistrzostwa Świata Teamów          | Open                                   | Bulgaria                               | 5                                      |
| 2000                                   | Southampton                            | 34. Mistrzostwa Świata Teamów          | Open                                   | Bulgaria                               | 9                                      |
| 2000                                   | Southampton                            | 34. Mistrzostwa Świata Teamów          | Trans                                  | Bulgaria                               | 3                                      |

| Mistrzostwa Świata. Konkurencja par | Mistrzostwa Świata. Konkurencja par | Mistrzostwa Świata. Konkurencja par | Mistrzostwa Świata. Konkurencja par | Mistrzostwa Świata. Konkurencja par | Mistrzostwa Świata. Konkurencja par |
| Rok                                 | Miejsce                             | Zawody                              | Kategoria                           | Partner                             | Pozycja                             |
| ----------------------------------- | ----------------------------------- | ----------------------------------- | ----------------------------------- | ----------------------------------- | ----------------------------------- |
| 2010                                | Filadelfia                          | 13. Mistrzostwa Świata              | Open IMP                            | Georgi Stamatow                     | 4                                   |

### Zawody europejskie
W europejskich zawodach zdobył następujące lokaty:
| Zawody europejskie. Konkurencja teamów | Zawody europejskie. Konkurencja teamów | Zawody europejskie. Konkurencja teamów | Zawody europejskie. Konkurencja teamów | Zawody europejskie. Konkurencja teamów | Zawody europejskie. Konkurencja teamów |
| Rok                                    | Miejsce                                | Zawody                                 | Kategoria                              | Drużyna                                | Pozycja                                |
| -------------------------------------- | -------------------------------------- | -------------------------------------- | -------------------------------------- | -------------------------------------- | -------------------------------------- |
| 2012                                   | Dublin                                 | 51. Mistrzostwa Europy Teamów          | Open                                   | Bulgaria                               | 9                                      |
| 2009                                   | Paryż                                  | 8. Puchar Europy                       | Open                                   | BCQ-Bulgaria                           | 6                                      |
| 2008                                   | Amsterdam                              | 7. Puchar Europy                       | Open                                   | BCQ-Bulgaria                           | 3                                      |
| 2007                                   | Antalya                                | 3. Otwarte Mistrzostwa Europy          | Open                                   | Quantum                                | 9                                      |
| 2005                                   | Teneryfa                               | 2. Otwarte Mistrzostwa Europy          | Open                                   | Nanev                                  | 43                                     |
| 2003                                   | Rzym                                   | 2. Puchar Europy                       | Open                                   | Bridge Plus Plovdiv                    | 4                                      |
| 2002                                   | Warszawa                               | 1. Puchar Europy Teamów                | Open                                   | Bulgaria                               | 4                                      |
| 2002                                   | Salsomaggiore                          | 46. Mistrzostwa Europy Teamów          | Open                                   | Bulgaria                               | 4                                      |
| 2001                                   | Teneryfa                               | 45. Mistrzostwa Europy Teamów          | Open                                   | Bulgaria                               | 8                                      |
| 1999                                   | Malta                                  | 44. Mistrzostwa Europy Teamów          | Open                                   | Bulgaria                               | 4                                      |

| Zawody europejskie. Konkurencja par | Zawody europejskie. Konkurencja par | Zawody europejskie. Konkurencja par | Zawody europejskie. Konkurencja par | Zawody europejskie. Konkurencja par | Zawody europejskie. Konkurencja par |
| Rok                                 | Miejsce                             | Zawody                              | Kategoria                           | Partner                             | Pozycja                             |
| ----------------------------------- | ----------------------------------- | ----------------------------------- | ----------------------------------- | ----------------------------------- | ----------------------------------- |
| 2007                                | Antalya                             | 3. Otwarte Mistrzostwa Europy       | Open                                | Georgi Stamatow                     | 78                                  |
| 2005                                | Teneryfa                            | 2. Otwarte Mistrzostwa Europy       | Open                                | Julijan Stefanow                    | 53                                  |
| 2001                                | Sorrento                            | 11. Mistrzostwa Europy Par          | Open                                | Iwan Nanew                          | 55                                  |
| 1999                                | Warszawa                            | 10. Mistrzostwa Europy Par          | Open                                | Iwan Nanew                          | 33                                  |

## Klasyfikacja
- Władimir Michow – klasyfikacja WBF (ang.)
- Władimir Michow – klasyfikacja EBL (ang.)